# Paesaggio con fiume
Il Paesaggio con fiume (Paesaggio del Valdarno) è un disegno (19x28,5 cm) di Leonardo da Vinci, datato 1473 e conservato nel Gabinetto dei Disegni e delle Stampe presso la Galleria degli Uffizi a Firenze, in Italia. L'opera è datata (5 agosto 1473) in alto a sinistra: è la più antica opera datata di Leonardo.

## Storia
L'opera proviene dal Fondo Mediceo Lorenese. La firma sul disegno, scritta con l'inconfondibile scrittura mancina speculare di Leonardo, riporta "Dì de Sta Maria della Neve / Adì 5 daghosto 1473". Si tratterebbe del "primo disegno di puro paesaggio" nell'arte occidentale, trattato cioè con dignità autonoma, svincolato da un soggetto sacro o profano.

## Descrizione e stile
La scena mostra un paesaggio, probabilmente quello di Montevettolini. Tra due promontori scoscesi, punteggiati da castelli e da altri segni della presenza umana, si apre la veduta di un fiume, con alberi, cespugli e in lontananza campi coltivati. Il disegno poteva essere uno schizzo preparatorio per un paesaggio in un'opera più complessa, o un esercizio del giovane artista a quel tempo allievo di Andrea del Verrocchio; è anche possibile però che fosse eseguito solo per piacere personale, stando anche alla passione di Leonardo citata dal Vasari verso "il disegnare et il fare di rilievo, come cose che gl'andavano a fantasia più d'alcun'altra".
L'autografia leonardesca appare anche confermata dallo stile dell'opera, somigliante ad altri suoi paesaggi, e alla notevole capacità di rendere l'effetto del connettivo atmosferico, che lega il vicino e il lontano come se potesse circolarvi realmente "l'aria". L'artista usò un tratto leggero per evocare il vento tra gli alberi e uno più spesso per le rocce e le cadute d'acqua, mentre per il castello a strapiombo usò contorni netti.
L'opera venne probabilmente tratta dal vero e comunque contiene vari spunti reali che a Leonardo dovevano essere ben presenti per la sua infanzia trascorsa in campagna, nella casa del nonno a Vinci.